# リニックの定理
リンニックの定理（リンニックのていり）は、解析的整数論の一定理であり、以下のように述べられる。

a と d を1 ≤ a ≤ d - 1を満たす互いに素な整数とし、nを正整数とする。p(a,d) で、
{\displaystyle a+nd\ }が素数となる最小の整数とする。
このとき、次を満たすような正整数c と L が存在する。
{\displaystyle p(a,d)<cd^{L}.\;}
この定理は、1944年に  でユーリ・リンニック(Yuri Vladimirovich Linnik) により証明されたので、彼の名前に因んでいる。リンニックの証明は c と L が計算可能であるにもかかわらず、これらの数値について示さなかった。